# Leptoclinides brasiliensis
Leptoclinides brasiliensis är en sjöpungsart som beskrevs av Wilhelm Michaelsen 1923. Leptoclinides brasiliensis ingår i släktet Leptoclinides och familjen Didemnidae. Inga underarter finns listade i Catalogue of Life.